# Борха, Ронни
Ро́нни Мати́ас Бо́рха Робали́но (исп. Ronny Matías Borja Robalino; род. 10 июня 2005, Кито) — эквадорский футболист, полузащитник клуба «Эмелек».

## Клубная карьера
Борха — воспитанник клуба «Эль Насьональ». 26 августа 2023 года в матче против «Кумбая» он дебютировал в эквадорской Примере. 2 декабря в поединке против «Индепендьенте дель Валье» Ронни забил свой первый гол за «Эль Насьональ». В 2024 году Борха перешёл в «Эмелек». 18 марта в матче против «Эль Насьоналя» он дебютировал за новую команду.

## Международная карьера
В 2025 году в составе молодёжной сборной Эквадора Меркадо принял участие в молодёжном чемпионате Южной Америки в Венесуэле. На турнире он сыграл в матчах против команд Боливии, Колумбии и Аргентины.